# Renée French
Renée French, aussi connue sous son nom de plume Rainy Dohaney, est une auteure de bandes dessinées et une auteure de livres pour enfants américaine, née en 1963.

## Biographie
Renée French naît en 1963. Après des études à la Kutztown University, elle travaille dans les comics à partir des années 1990 et propose ses projets à plusieurs éditeurs indépendants. Ses premiers comics intitulés Grit Bath et réunis sous le titre Marbles in My Underpants sont publiés par Fantagraphics. Elle est ensuite publiée par divers éditeurs comme Oni Press, Dark Horse Comics, Top Shelf Productions (The Soap Lady, The Ticking et Micrographica), PictureBox (H-Day) et Koyama Press (Baby Bjornstrand). Elle est mariée à Rob Pike, informaticien et écrivain avec lequel elle vit entre l'Australie et les États-Unis. En plus de ses comics, elle crée des illustrations pour plusieurs journaux comme The Village Voice, LA Weekly, etc.. Elle écrit aussi des albums pour la jeunesse sous le nom de Rainy Dohaney et réalise des peintures qui ont été plusieurs fois exposées aux États-Unis et au Japon.

## Œuvres

### Bandes dessinées
- Hagelbarger and That Nightmare Goat (Yam Books), 2013.  (ISBN 978-0985413828)
- Barry's Best Buddy (Toon Books) 2013
- Bjornstrand (PictureBox) Septembre 2012
- Baby Bjornstrand (Koyama Press) Septembre 2014
- H Day (PictureBox) 2010
- Micrographica (Top Shelf Productions) 2007
- The Ticking (Top Shelf Productions) 2006
- Marbles in my Underpants (Oni Press)
- The Soap Lady  (Top Shelf Productions)
- The Adventures of Rheumy Peepers & Chunky Highlights  (Oni Press)
- Grit Bath (Fantagraphics)
- Edison Steelhead's Lost Portfolio: Exploratory Studies of Girls and Rabbits (Sparkplug Books)  Juin 2007.   (ISBN 978-0974271576)

### Albums pour la jeunesse
- My Best Sweet Potato (Atheneum Books) 2006
- Tinka (Atheneum Books) 2005

## Récompenses
- Prix Inkpot en 2007[1]